# Патайян
Патайян — археологическая культура, существовавшая в период 700—1550 годов н. э. на территории современных штатов Аризона и Калифорния (США) и Баха-Калифорния (Мексика). Включала территории у долины реки Колорадо, ближайшие горы, а также к северу вблизи Гранд-Каньона. Ближайшим соседом была культура Хохокам, существовавшая в центральной и восточной Аризоне. Люди, говорившие на юманских языках, исторически населявшие эти места, были способными воинами и активными торговцами, поддерживали торговые связи с народами пима на юге Аризоны и с побережьем Тихого океана.
Название «патайян» происходит из юманского языка и означает «древние люди». С другой стороны, для данной культуры предлагались и альтернативные названия. Первым данную культуру идентифицировал археолог Малколм Роджерс, опубликовавший статью с её определением и хронологией в 1945 года. Он выявил в пустыне сотни археологических памятников, относившихся к данной культуре. Тяжёлый климат в пустыне ограничивает возможности по проведению раскопок в местах существования патайянской культуры, и найдено не так много останков. По-видимому, патайянцы вели мобильный образ жизни, и в отличие от культур Могольон и Анасази, не строили крупных сооружений и не накапливали большого имущества. Возможно, часть патайянских поселений была уничтожена наводнениями рек, около которых они когда-то вели сельское хозяйство.
Крупные археологические памятники культуры Патайян возникают около 875 года н. э. и сохраняют свои культурные характеристики в течение длительного времени. Вероятно, культура Патайян возникла у реки Колорадо и распространилась по территории от современного города Кингман в штате Аризона на северо-восток до Гранд-Каньона. Патайянцы практиковали паводковое сельское хозяйство, о чём свидетельствует открытие орудий, предназначенных для обработки кукурузных посевов. Обнаружены также каменные метательные снаряды и другие орудия для охоты. Всё это говорит о том, что рацион был основан на сельском хозяйстве, охоте и собирательстве.
В ранних патайянских поселениях имеются неглубокие колодцеобразные дома или же длинные дома на поверхности, состоящие из серии комнат, расположенных последовательно. В этих домах имелась комната-колодец в восточной части, вероятно, предназначенная для хранения церемониальных принадлежностей. Более поздние поселения имеют меньше индивидуальных черт, для них характерно неупорядоченное расположение домов различных типов.
Патайянцы изготавливали корзины и керамику. Последняя появилась не ранее 700 года н. э., по оформлению является простой, зрительно напоминает керамику стиля 'Alma Plain' культуры Могольон. С другой стороны, керамика изготавливалась методом лопатки с наковальней и по форме скорее напоминает изделия культуры Хохокам. Папайянская керамика из низин изготавливалась из мелкозернистой окрашенной речной глины, тогда как керамика горных областей — более грубая по качеству, обычно тёмно-коричневая. Окрашенные изделия, иногда с использованием красных мазков, по-видимому, испытали воздействие стилей и мотивов соседних культур.
Потомки культуры патайян частично поглощены современными пуэбло, частично — представляют собой отдельные народы языковой семьи юман-кочими, враждебные племенам пуэбло — например, явапай.